# Aïn Taoujdate
Aïn Taoujdate (arabiska: عين تاوجطات) är en stad i Marocko. Den ligger i provinsen El Hajeb och regionen Fès-Meknès, 150 km öster om huvudstaden Rabat. Antalet invånare var 28 288 vid folkräkningen 2014.